# Miraj (ort i Indien)
Miraj (hindi: मिरज) är en ort i Indien.   Den ligger i delstaten Maharashtra, i den sydvästra delen av landet, 1 300 km söder om huvudstaden New Delhi. Miraj ligger 563 meter över havet och antalet invånare är 278 500.
Terrängen runt Miraj är platt. Runt Miraj är det tätbefolkat, med 849 invånare per kvadratkilometer. Närmaste större samhälle är Sangli, 9,4 km väster om Miraj. Trakten runt Miraj består till största delen av jordbruksmark.